# María Josefa García Granados
María Josefa García Granados y Zavala (El Puerto de Santa María, Cadis, Espanya, 10 de juliol de 1796 - Guatemala, 28 de juliol de 1848) fou una escriptora i poetessa guatemalenca d'origen espanyol, una de les més grans exponents intel·lectuals de la independència de Guatemala. Va ser a més una feminista avançada al seu temps, què amb el seu caràcter fort i dominant es va imposar en la societat guatemalenca de l'època.

## Biografia

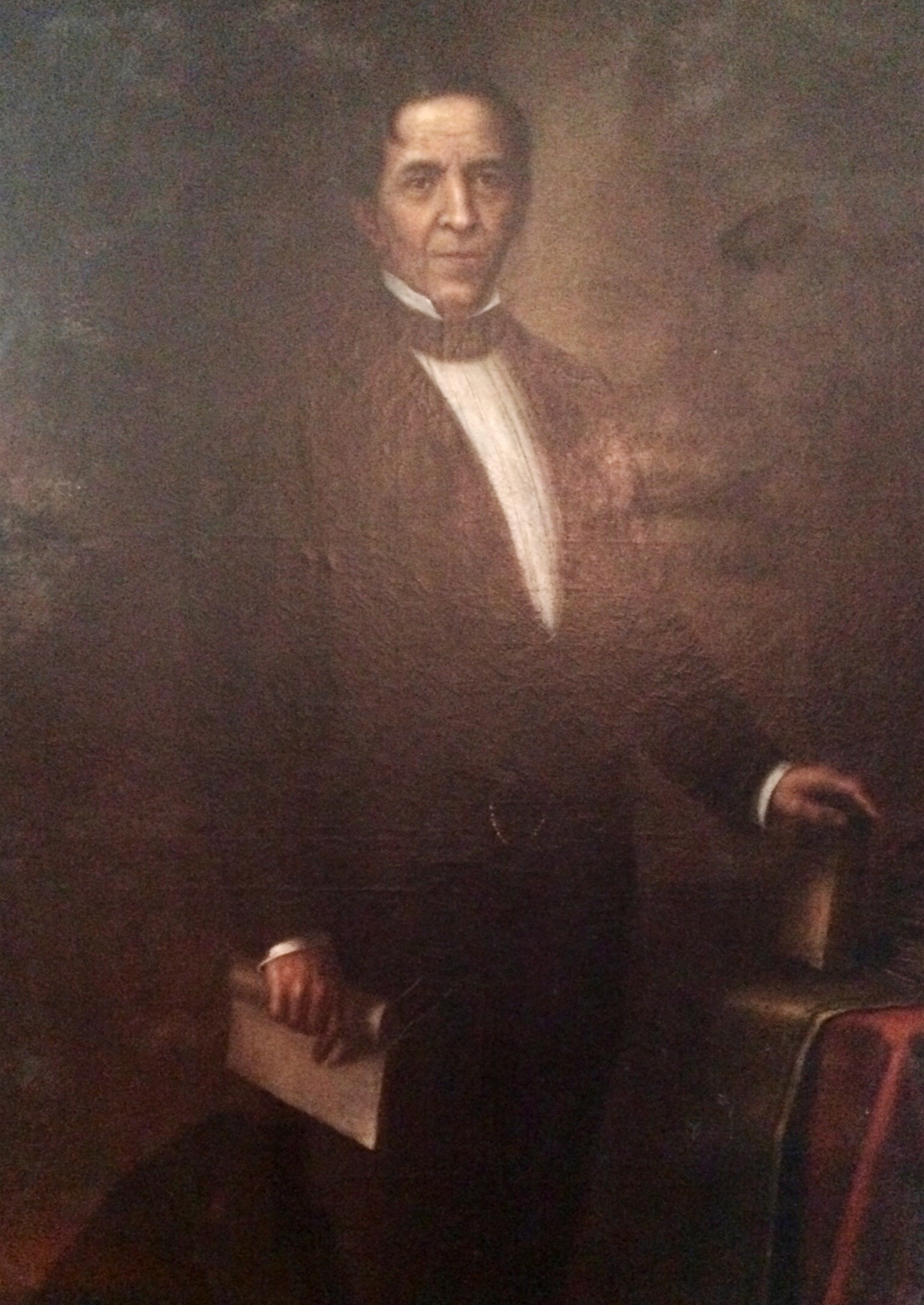
Doctor Mariano Gálvez durant la seva època de Cap de l'Estat de Guatemala. Museo Nacional d'Història de Guatemala

María Josefa García Granados provenia d'una família de nissaga que havia viatjat a Espanya des de Guatemala, però que va decidir tornar a la Capitania General de Guatemala després de la invasió dels francesos de la península Ibèrica. Era germana del general Miguel García Granados, primer president liberal de Guatemala, i d'Adelaida García Granados, qui fou tutora de Petrona Álvarez, esposa del general Rafael Carrera, president conservador vitalici de Guatemala.
La seva inclinació per les lletres i el periodisme la van portar a participar en tertúlies, a conèixer a intel·lectuals i escriptors, i fins i tot a publicar amb ells diferents gèneres literaris. Millor coneguda pels seus amics i coneguts com a «Pepita», es va casar amb el nicaragüenc Ramón Saborío de la Villa, amb qui va compartir matrimoni fins a la mort i amb qui va tenir sis fills. María Josefa García Granados, de caràcter fort i autoritari, va saber crear llaços d'amistat amb els homes més influents de la seva època, encara abans de 1821, any de la Independència de Nicaragua. Assistia a les famoses tertúlies efectuades a casa del canonge José María Castella, nascut a Madrid. El seu germà també va ser el seu gendre, donat que, com s'acostumava en aquesta època entre famílies de la classe alta, existien matrimonis endogàmics, i el seu germà Miguel es va casar amb la seva filla gran, Cristina.
Després de l'expulsió del cap d'Estat conservador Mariano de Aycinena y Piñol i de la resta del Clan Aycinena del territori centreamericà en 1829, María Josefa va començar a crear el que ella anomenava Els retrats, curts poemes de sàtira sagnant amb els quals atacava als més destacats caps liberals, a les seves esposes i a les seves famílies. Va ser perseguida i va haver de fugir a Chiapas per lliurar-se d'una ordre d'arrest, vivint a la província de Ciudad Real juntament amb el seu germà Miguel. Arran de l'expulsió, van ser confiscats la tercera part dels seus béns per part de Francisco Morazán i dels liberals, fet que va motivar que María Josefa escrivís: «donat que ens mancava l'indispensable per a les nostres necessitats diàries, es podia dir que en tres anys havíem passat del luxe a la misèria».
María Josefa García Granados va trencar esquemes en la seva època. Amb el pseudònim de «Juan de las Viñas», per no ser reconeguda com a dona, va fundar dos periòdics, ambdós de caràcter polític i un d'ells amb tendències literàries. Segons les memòries de Miguel García Granados, María Josefa patia d'histèria i d'aquí possiblement s'origina la seva tendència crítica i satírica, encara que no per això menys valuosa.

## Mort
Segons ho assenyalen textos i crítics, existeix una llegenda que diu que María Josefa va realitzar un pacte amb el seu amic José Batres Montufar: com tots dos estaven interessats en l'espiritisme i la vida en el més enllà, es van posar d'acord que el primer que morís havia de tornar del més enllà i demostrar-li al supervivent que efectivament existia l'infern. El pacte ho van segellar l'any 1844, mesos abans que morís el poeta Batres. Segons aquesta llegenda, Batres hauria tornat del més enllà confirmant-li l'existència de l'infern dient-li: «Sí que hi ha infern, Pepita!». Això explicaria que ella deixés d'escriure en els seus últims anys i es retirés de la vida social, dedicant-se al recolliment i a les pràctiques piadoses. Quatre anys després, el 28 de setembre de 1848, va morir i, curiosament, va ser enterrada en una tomba separada solament per un mur de la del diplomàtic Ignacio Gómez Menéndez, qui en vida havia estat el seu acèrrim enemic.

## Obres

### Poesia
A més de la poesia satírica va escriure poesia literària. Entre les seves composicions poètiques destaquen: A la ceiba de Amatitlán, Himno a la Luna (1830), La Resolución, A una hermosa joven-desgraciadamente enlazada con un achacoso viejo-, A una abeja, Plegaria y Despedida.
A més va traduir alguns versos de Lord Byron i va treballar l'oda històrica.

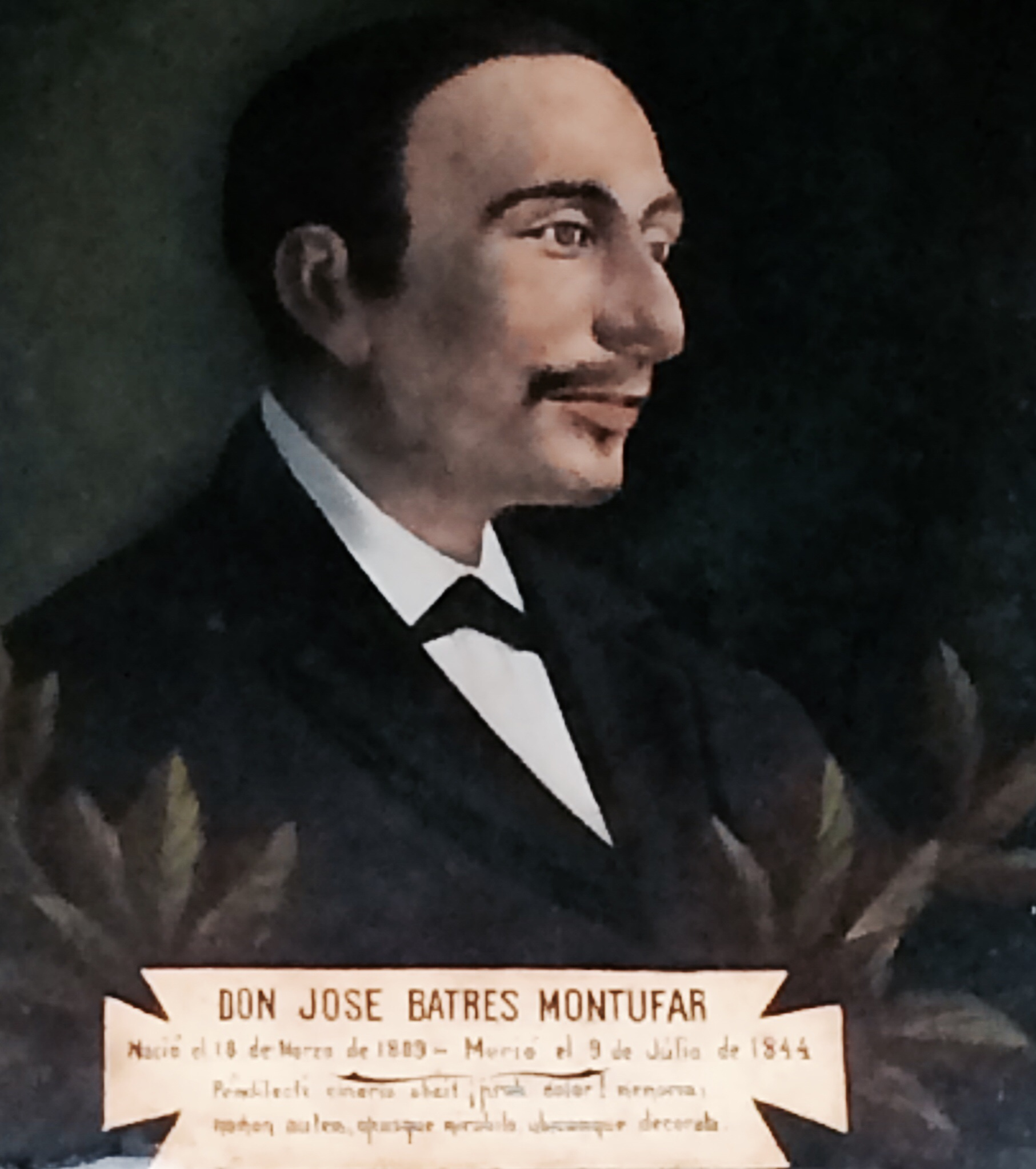
El poeta guatemalenc José Batres Montufar, amic de María Josefa García Granados, amb qui va escriure diverses obres i va fundar Cien veces una.

### Cent vegades una
En l'època en què governava l'estat de Guatemala el Dr. Mariano Gálvez, alguns guatemalencs liberals van publicar a El Salvador un combatiu periòdic titulat Diez veces Diez. En resposta, García Granados i el seu amic José Batres Montufar van fundar el periòdic Cien Veces Una, el qual va portar en el seu primer número els versos següents:
Cien Veces Una te envío

a cambio de Diez veces Diez

ya que has hurgado otra vez

el hormiguero hijo mío.